# Micropsectra sofiae
Micropsectra sofiae är en tvåvingeart som beskrevs av Dionys Rudolf Josef Stur 2006. Micropsectra sofiae ingår i släktet Micropsectra och familjen fjädermyggor.
Artens utbredningsområde är Tyskland. Arten har ej påträffats i Sverige. Inga underarter finns listade i Catalogue of Life.